# 路易斯灣
77°20′S 167°31′E / 77.333°S 167.517°E
路易斯灣是南極洲的海灣，位於羅斯島北部，處於伯德山和丁尼生角之間，該海岬由英國探險家羅伯特·斯科特率領的探險隊劃入地圖。